# إبراهيم الحرفوش
الأمير إبراهيم الحرفوش هو أحد أمراء بعلبك والبقاع المشهورين، وهو عم الأمير جهجاه الحرفوش. ويذكر محسن الأمين في موسوعة أعيان الشيعة أنَّه في سنة 1794 م / 1212 هـ تشاق جهجاه مع أولاد عمه إبراهيم المذكور فانتصر عليهم وقتل الأمير داوود.

### كتب
- أعيان الشيعة. محسن الأمين، طبع بيروت - لبنان، تاريخ الطبع مفقود، منشورات دار التعارف.

### إشارات مرجعية
1. ↑  
الأمين، محسن. أعيان الشيعة - ج2. ص. 124. مؤرشف من الأصل في 2019-12-09.